# 49036 Pelion
49036 Pelion è un asteroide centauro. Scoperto nel 1998, presenta un'orbita caratterizzata da un semiasse maggiore pari a 19,9968140 UA e da un'eccentricità di 0,1373817, inclinata di 9,35351° rispetto all'eclittica.
L'asteroide è dedicato al monte Pelio che la mitologia greca considerava la terra natia dei Centauri.